# Carlos Fabra Carreras
Carlos Fabra Carreras (Castelló de la Plana, 1945) és un empresari i polític valencià, fill de Carlos Fabra Andrés. Va ser president de la Diputació de Castelló (1995-2011), i ha estat imputat en diversos casos de corrupció.

## Biografia
De petit va perdre un ull en un accident, raó per la qual des d'aleshores sempre duu ulleres fosques.
Es llicencià en dret a la Universitat de València i a la Universitat de Granada, encara que no va acabar en cap de les dues universitats. El 1972 fou nomenat president de la Junta Provincial de Menors, i el 1975 secretari de la Cambra de Comerç i Indústria de Castelló. El 1977 es va afiliar a la UCD, que abandonà el 1983 per a ingressar a Aliança Popular i després al Partit Popular.
És regidor de l'ajuntament de Castelló de la Plana des de 1987 fins al 2011. El 1995 és nomenat president de la Diputació de Castelló i fou elegit diputat les Corts Valencianes a les eleccions d'aquell any. D'aleshores ençà és el cap del Partit Popular a Castelló, i home fort de Francisco Camps, a qui convencé de fer les inversions per a l'Espai d'Art Contemporani de Castelló.
El càrrec de president de la Diputació de Castelló ha estat ocupat des del segle xix per fins a cinc ascendents familiars de Carlos Fabra: Victorino Fabra Gil, quadrioncle; Victorino Fabra Adelantado, besavi; Hipólito Fabra Adelantado, rebesoncle; Luis Fabra Sanz, besoncle; i Carlos Fabra Andrés, pare de l'actual president. És també el pare d'Andrea Fabra Fernández.
El 2011, després de deixar la presidència de la Diputació de Castelló, tornà a la secretaria general de la Cambra de Comerç de Castelló, càrrec que deixà el 1995 per presidir la corporació provincial.
El 25 de novembre de 2013 és condemnat per quatre delictes contra la Hisenda pública a 4 anys de presó per diversos delictes fiscal. Després de diversos recursos i de la denegació d'un indult pel govern espanyol va ingressar a la presó l'1 de desembre de 2014.

## Corrupció

### Cas Fabra
Es troba acusat dels delictes de tràfic d'influències, suborn i quatre delictes fiscals en l'anomenat cas Fabra. La fiscalia demana 13 anys de presó, mentre que l'acusació popular demana 20 anys. Se li ha imposat una fiança de 4,2 milions d'euros. La instrucció del cas ha estat finalitzada i s'ha dictat acte d'obertura de judici oral, la data de la qual resta encara per ser fixada.
El 25 de novembre de 2013, l'Audiència Provincial de Castelló el condemna per quatre delictes contra la Hisenda pública a 4 anys de presó i a pagar una multa de 693.000 euros i indemnitzar a Hisenda.
El 23 de juliol de 2014, el Tribunal Suprem confirma la seua condemna a 4 anys de presó i a pagar una multa de 693.000 euros i indemnitzar a Hisenda.
L'1 de desembre de 2014 ingressà en la presó d'Aranjuez, per no haver declarat 3,3 milions d'euros sense justificar. A més dels 4 anys de condemna ha de pagar una multa d'1,4 milions d'euros que encara no ha abonat.
L'abril de 2016 va poder sortir de la presó, en aplicació del tercer grau, una decisió de la jutge de vigilància penitenciària del jutjat número 3 de Madrid que va ser recorreguda per la Fiscalia Anticorrupció.

### Cas de les corregudes de la Beneficència
Es troba imputat, juntament amb qui era vicepresident primer de la Diputació de Castelló Francisco Martínez Capdevila, pel cas de les corregudes de la Beneficència, on s'investiguen els presumptes delictes de prevaricació, frau i exaccions.
El 17 de març de 2014, Carlos Fabra declara en qualitat d'imputat davant el jutge instructor i afirma que el seu successor al càrrec com a president de la Diputació de Castelló, Javier Moliner Gargallo, és el responsable de cobrar il·legalment a l'Ajuntament de Vila-real, ja que és ell qui signà el decret.
El 28 de març de 2014, el jutge instructor imputa dos funcionaris de la Diputació de Castelló: María Isabel Gil de Grados (interventora) i Manuel Pesudo Esteve (secretari).

### Cas Gürtel
El 14 de març de 2014, l'Agència Tributària tramet al jutge instructor de la branca valenciana del cas Gürtel l'informe definitiu sobre el finançament il·legal del PP valencià i assenyala que, entre altres polítics del PP valencià, Carlos Fabra Carreras (anomenat El Borni per la trama Gürtel) realitzà una activitat de col·laboració necessària en la comissió dels delictes de defraudació tributària.
A més, la defensa d'uns dels principals acusats a aquesta branca valenciana de Gürtel, Ricardo Costa, va descargar la presumpta responsabilitat en el finançament del partit en terceres persones, dirigents del PP de diverses províncies valencianes, entre les quals destacava l'ex polític castellonenc.